# Список прем'єр-міністрів Єгипту
У статті подано список прем'єр-міністрів Єгипту з часів створення посади (1878) дотепер.

## Список
| Ім'я                                                                                    | Ім'я                                                         | Портрет        | Роки життя | Початок повноважень | Закінчення повноважень                                 | Партія                              | Глава держави           |
| --------------------------------------------------------------------------------------- | ------------------------------------------------------------ | -------------- | ---------- | ------------------- | ------------------------------------------------------ | ----------------------------------- | ----------------------- |
| • Єгипетський хедиват (1878–1914) •                                                     |                                                              |                |            |                     |                                                        |                                     |                         |
| 1                                                                                       | Нубар-паша نوبار باشا (1-й термін)                           |                | 1825-1899  | 28 серпня 1878      | 23 лютого 1879                                         | Незалежний                          | Ізмаїл Паша             |
| —                                                                                       | Ізмаїл Паша إسماعيل باشا (Хедив)                             |                | 1830-1895  | 23 лютого 1879      | 10 березня 1879                                        | Незалежний                          | Ізмаїл Паша             |
| 2                                                                                       | Тауфік محمد توفيق باشا (1-й термін)                          |                | 1852-1892  | 10 березня 1879     | 7 квітня 1879                                          | Незалежний                          | Ізмаїл Паша             |
| 3                                                                                       | Мухаммед Шариф-паша محمد شريف باشا (1-й термін)              |                | 1823-1887  | 7 квітня 1879       | 18 серпня 1879                                         | Незалежний                          | Ізмаїл Паша             |
| —                                                                                       | Тауфік محمد توفيق باشا (2-й термін) (Хедив)                  |                | 1852-1892  | 18 серпня 1879      | 21 вересня 1879                                        | Незалежний                          | Тауфік                  |
| 4                                                                                       | Рияд Паша رياض باشا (1-й термін)                             |                | 1836-1911  | 21 вересня 1879     | 10 вересня 1881                                        | Незалежний                          | Тауфік                  |
| (3)                                                                                     | Мухаммед Шариф-паша محمد شريف باشا (2-й термін)              |                | 1823-1887  | 14 вересня 1881     | 4 лютого 1882                                          | Незалежний                          | Тауфік                  |
| 5                                                                                       | Махмуд Самі аль-Баруді محمود سامي البارودي                   |                | 1838-1904  | 4 лютого 1882       | 26 травня 1882                                         | Незалежний                          | Тауфік                  |
| 6                                                                                       | Рагіб-паша إسماعيل راغب باشا                                 |                | 1819-1884  | 18 червня 1882      | 21 серпня 1882                                         | Незалежний                          | Тауфік                  |
| —                                                                                       | Орабі-паша أحمد عرابي (Лідер повстання)                      |                | 1841-1911  | 25 липня 1882       | 13 вересня 1882                                        | Військовик                          | Тауфік                  |
| (3)                                                                                     | Мухаммед Шариф-паша محمد شريف باشا (3-й термін)              |                | 1823-1887  | 21 серпня 1882      | 7 січня 1884                                           | Незалежний                          | Тауфік                  |
| (1)                                                                                     | Нубар-паша نوبار باشا (2-й термін)                           |                | 1825-1899  | 10 січня 1884       | 9 червня 1888                                          | Незалежний                          | Тауфік                  |
| (4)                                                                                     | Рияд Паша رياض باشا (2-й термін)                             |                | 1836-1911  | 9 червня 1888       | 12 травня 1891                                         | Незалежний                          | Тауфік                  |
| 7                                                                                       | Мустафа Фахмі-паша مصطفى فهمي باشا (1-й термін)              |                | 1840-1914  | 12 травня 1891      | 15 січня 1893                                          | Незалежний                          | Тауфік                  |
| 8                                                                                       | Хусейн Фахрі-паша حسين فخري باشا                             |                | 1843-1910  | 15 січня 1893       | 17 січня 1893                                          | Незалежний                          | Аббас II                |
| (4)                                                                                     | Рияд Паша رياض باشا (3-й термін)                             |                | 1836-1911  | 17 січня 1893       | 16 квітня 1894                                         | Незалежний                          | Аббас II                |
| (1)                                                                                     | Нубар-паша نوبار باشا (3-й термін)                           |                | 1825-1899  | 16 квітня 1894      | 12 листопада 1895                                      | Незалежний                          | Аббас II                |
| (7)                                                                                     | Мустафа Фахмі-паша مصطفى فهمي باشا (2-й термін)              |                | 1840-1914  | 12 листопада 1895   | 12 листопада 1908                                      | Незалежний                          | Аббас II                |
| 9                                                                                       | Бутрос Ґалі بطرس غالي                                        |                | 1847-1910  | 12 листопада 1908   | 21 лютого 1910 (убитий)                                | Незалежний                          | Аббас II                |
| 10                                                                                      | Мухаммед Саїд-паша محمد سعيد باشا (1-й термін)               |                | 1863-1928  | 22 лютого 1910      | 5 квітня 1914                                          | Незалежний                          | Аббас II                |
| 11                                                                                      | Хусейн Рушді-паша حسين رشدي باشا                             |                | 1863-1928  | 5 квітня 1914       | 19 грудня 1914                                         | Незалежний                          | Аббас II                |
| • Султанат Єгипет (1914–1922) •                                                         |                                                              |                |            |                     |                                                        |                                     |                         |
| (11)                                                                                    | Хусейн Рушді-паша حسين رشدي باشا                             |                | 1863-1928  | 19 грудня 1914      | 12 квітня 1919                                         | Незалежний                          | Хусейн Каміль           |
| (10)                                                                                    | Мухаммед Саїд-паша محمد سعيد باشا (2-й термін)               |                | 1863-1928  | 21 травня 1919      | 19 листопада 1919                                      | Незалежний                          | Ахмед Фуад I            |
| 12                                                                                      | Юсеф Вахба-паша يوسف باشا وهبة                               |                | 1865-1933  | 19 листопада 1919   | 20 травня 1920                                         | Незалежний                          | Ахмед Фуад I            |
| 13                                                                                      | Мухаммед Тауфік Назім-паша محمد توفيق نسيم باشا (1-й термін) |                | 1874-1938  | 20 травня 1920      | 16 березня 1921                                        | Незалежний                          | Ахмед Фуад I            |
| 14                                                                                      | Адлі Якан-паша عدلي يكن باشا (1-й термін)                    |                | 1864-1933  | 16 березня 1921     | 1 березня 1922                                         | Ліберально-конституційна партія     | Ахмед Фуад I            |
| • Єгипетське королівство (1922–1953) •                                                  |                                                              |                |            |                     |                                                        |                                     |                         |
| 15                                                                                      | Абдель Халік Сарват-паша عبد الخالق ثروت باشا (1-й термін)   |                | 1873-1928  | 1 березня 1922      | 30 листопада 1922                                      | Ліберально-конституційна партія     | Ахмед Фуад I            |
| (13)                                                                                    | Мухаммед Тауфік Назім-паша محمد توفيق نسيم باشا (2-й термін) |                | 1874-1938  | 30 листопада 1922   | 15 березня 1923                                        | Незалежний                          | Ахмед Фуад I            |
| 16                                                                                      | Ях'я Ібрагім-паша يحى إبراهيم                                |                | 1861-1936  | 15 березня 1923     | 26 січня 1924                                          | Незалежний                          | Ахмед Фуад I            |
| 17                                                                                      | Саад Сайфула سعد زغلول                                       |                | 1859-1927  | 26 січня 1924       | 24 листопада 1924                                      | Вафд                                | Ахмед Фуад I            |
| 18                                                                                      | Ахмад Зівар-паша أحمد زيوار باشا                             |                | 1864-1945  | 24 листопада 1924   | 7 червня 1926                                          | Федеральна партія                   | Ахмед Фуад I            |
| (14)                                                                                    | Адлі Якан-паша عدلي يكن باشا (2-й термін)                    |                | 1864-1933  | 7 червня 1926       | 26 квітня 1927                                         | Ліберально-конституційна партія     | Ахмед Фуад I            |
| (15)                                                                                    | Абдель Халік Сарват-паша عبد الخالق ثروت باشا (2-й термін)   |                | 1873-1928  | 26 квітня 1927      | 16 березня 1928                                        | Ліберально-конституційна партія     | Ахмед Фуад I            |
| 19                                                                                      | Мустафа Наххас-паша مصطفى النحاس باشا (1-й термін)           |                | 1879-1965  | 16 березня 1928     | 27 червня 1928                                         | Вафд                                | Ахмед Фуад I            |
| 20                                                                                      | Мухаммед Махмуд-паша محمد محمود باشا (1-й термін)            |                | 1877-1941  | 27 червня 1928      | 4 жовтня 1929                                          | Ліберально-конституційна партія     | Ахмед Фуад I            |
| (14)                                                                                    | Адлі Якан-паша عدلي يكن باشا (3-й термін)                    |                | 1864-1933  | 4 жовтня 1929       | 1 січня 1930                                           | Ліберально-конституційна партія     | Ахмед Фуад I            |
| (19)                                                                                    | Мустафа Наххас-паша مصطفى النحاس باشا (2-й термін)           |                | 1879-1965  | 1 січня 1930        | 20 червня 1930                                         | Вафд                                | Ахмед Фуад I            |
| 21                                                                                      | Ісмаїл Сідкі إسماعيل صدقي (1-й термін)                       |                | 1875-1950  | 20 червня 1930      | 22 вересня 1933                                        | Народна партія                      | Ахмед Фуад I            |
| 22                                                                                      | Абдель Фаттах Ях'я-паша يحيى إبراهيم باشا                    |                | 1876-1951  | 22 вересня 1933     | 15 листопада 1934                                      | Партія союзу                        | Ахмед Фуад I            |
| (13)                                                                                    | Мухаммед Тауфік Назім-паша محمد توفيق نسيم باشا (3-й термін) |                | 1874-1938  | 15 листопада 1934   | 30 січня 1936                                          | Партія союзу                        | Ахмед Фуад I            |
| 23                                                                                      | Алі Махір علي ماهر باشا (1-й термін)                         |                | 1882-1960  | 30 січня 1936       | 9 травня 1936                                          | Партія союзу                        | Ахмед Фуад I            |
| (19)                                                                                    | Мустафа Наххас-паша مصطفى النحاس باشا (3-й термін)           |                | 1879-1965  | 9 травня 1936       | 29 грудня 1937                                         | Вафд                                | Фарук I                 |
| (20)                                                                                    | Мухаммед Махмуд-паша محمد محمود باشا (2-й термін)            |                | 1877-1941  | 29 грудня 1937      | 18 серпня 1939                                         | Вафд                                | Фарук I                 |
| (23)                                                                                    | Алі Махір علي ماهر باشا (2-й термін)                         |                | 1882-1960  | 18 серпня 1939      | 28 червня 1940                                         | Партія союзу                        | Фарук I                 |
| 24                                                                                      | Хасан Сабрі-паша حسن صبرى باشا                               |                | 1879-1940  | 28 червня 1940      | 15 листопада 1940 (помер під час виконання обов'язків) | Незалежний                          | Фарук I                 |
| 25                                                                                      | Хусейн Сіррі-паша حسين سري باشا (1-й термін)                 |                | 1894-1960  | 15 листопада 1940   | 6 лютого 1942                                          | Незалежний                          | Фарук I                 |
| (19)                                                                                    | Мустафа Наххас-паша مصطفى النحاس باشا (4-й термін)           |                | 1879-1965  | 6 лютого 1942       | 10 жовтня 1944                                         | Вафд                                | Фарук I                 |
| 26                                                                                      | Ахмад Махір-паша أحمد ماهر باشا                              |                | 1888-1945  | 10 жовтня 1944      | 24 лютого 1945 (убитий)                                | Саадистська інституціональна партія | Фарук I                 |
| 27                                                                                      | Махмуд ан-Нукраші-паша محمود فهمي النقراشي باشا (1-й термін) |                | 1888-1948  | 26 лютого 1945      | 17 лютого 1946                                         | Саадистська інституціональна партія | Фарук I                 |
| (21)                                                                                    | Ісмаїл Сідкі إسماعيل صدقي (2-й термін)                       |                | 1875-1950  | 17 лютого 1946      | 9 грудня 1946                                          | Народна партія                      | Фарук I                 |
| (27)                                                                                    | Махмуд ан-Нукраші-паша محمود فهمي النقراشي باشا (2-й термін) |                | 1888-1948  | 9 грудня 1946       | 28 грудня 1948 (убитий)                                | Саадистська інституціональна партія | Фарук I                 |
| 28                                                                                      | Ібрагім Абдель Хаді-паша إبراهيم عبد الهادى باشا             |                | 1896-1981  | 28 грудня 1948      | 26 липня 1949                                          | Саадистська інституціональна партія | Фарук I                 |
| (25)                                                                                    | Хусейн Сіррі-паша حسين سري باشا (2-й термін)                 |                | 1894-1960  | 26 липня 1949       | 12 січня 1950                                          | Незалежний                          | Фарук I                 |
| (19)                                                                                    | Мустафа Наххас-паша مصطفى النحاس باشا (5-й термін)           |                | 1879-1965  | 12 січня 1950       | 27 січня 1952                                          | Вафд                                | Фарук I                 |
| (23)                                                                                    | Алі Махір علي ماهر باشا (3-й термін)                         |                | 1882-1960  | 27 січня 1952       | 2 березня 1952                                         | Партія союзу                        | Фарук I                 |
| 29                                                                                      | Ахмад Наґіб аль-Хілялі-паша أحمد نجيب الهلال (1-й термін)    |                | 1891-1958  | 2 березня 1952      | 2 липня 1952                                           | Незалежний                          | Фарук I                 |
| (25)                                                                                    | Хусейн Сіррі-паша حسين سري باشا (3-й термін)                 |                | 1894-1960  | 2 липня 1952        | 22 липня 1952                                          | Незалежний                          | Фарук I                 |
| (29)                                                                                    | Ахмад Наґіб аль-Хілялі-паша أحمد نجيب الهلال (2-й термін)    |                | 1891-1958  | 22 липня 1952       | 23 липня 1952 (усунутий від влади)                     | Незалежний                          | Фарук I                 |
| (23)                                                                                    | Алі Махір علي ماهر باشا (4-й термін)                         |                | 1882-1960  | 23 липня 1952       | 7 вересня 1952                                         | Партія союзу                        | Ахмед Фуад II           |
| 30                                                                                      | Мухаммед Наґіб محمد نجيب (1-й термін)                        |                | 1901-1984  | 7 вересня 1952      | 18 червня 1953                                         | Військовик / Визвольне об'єднання   | Ахмед Фуад II           |
| • Республіка Єгипет (1953–1958) •                                                       |                                                              |                |            |                     |                                                        |                                     |                         |
| (30)                                                                                    | Мухаммед Наґіб محمد نجيب (1-й термін)                        |                | 1901-1984  | 18 червня 1953      | 25 лютого 1954                                         | Військовик / Визвольне об'єднання   | Мухаммед Наґіб          |
| 31                                                                                      | Ґамаль Абдель Насер جمال عبد الناصر (1-й термін)             |                | 1918-1970  | 25 лютого 1954      | 8 березня 1954                                         | Військовик / Визвольне об'єднання   | Мухаммед Наґіб          |
| (30)                                                                                    | Мухаммед Наґіб محمد نجيب (2-й термін)                        |                | 1901-1984  | 8 березня 1954      | 18 квітня 1954                                         | Військовик / Визвольне об'єднання   | Мухаммед Наґіб          |
| (31)                                                                                    | Ґамаль Абдель Насер جمال عبد الناصر (2-й термін)             |                | 1918-1970  | 18 квітня 1954      | 23 червня 1956                                         | Військовик / Визвольне об'єднання   | Ґамаль Абдель Насер     |
| (31)                                                                                    | Ґамаль Абдель Насер جمال عبد الناصر (2-й термін)             | 23 червня 1956 | 1918-1970  | 22 лютого 1958      | Національний союз                                      |                                     | Ґамаль Абдель Насер     |
| • Об'єднана Арабська Республіка (1958–1971) •                                           |                                                              |                |            |                     |                                                        |                                     |                         |
| (31)                                                                                    | Ґамаль Абдель Насер جمال عبد الناصر (2-й термін)             |                | 1918-1970  | 22 лютого 1958      | 29 вересня 1962                                        | Національний союз                   | Ґамаль Абдель Насер     |
| 32                                                                                      | Алі Сабрі على صبرى                                           |                | 1920-1991  | 29 вересня 1962     | 1 грудня 1962                                          | Національний союз                   | Ґамаль Абдель Насер     |
| (32)                                                                                    | Алі Сабрі على صبرى                                           | 1 грудня 1962  | 1920-1991  | 3 жовтня 1965       | Арабський соціалістичний союз                          |                                     | Ґамаль Абдель Насер     |
| 33                                                                                      | Закарія Мохі ед-Дін زكريا محيى الدين                         |                | 1918-2012  | 3 жовтня 1965       | 10 вересня 1966                                        | Арабський соціалістичний союз       | Ґамаль Абдель Насер     |
| 34                                                                                      | Мухаммед Сідкі Сулейман محمد صدقي سليمان                     |                | 1919-1996  | 10 вересня 1966     | 19 червня 1967                                         | Арабський соціалістичний союз       | Ґамаль Абдель Насер     |
| (31)                                                                                    | Ґамаль Абдель Насер جمال عبد الناصر (3-й термін)             |                | 1918-1970  | 19 червня 1967      | 28 вересня 1970 (помер під час виконання обов'язків)   | Арабський соціалістичний союз       | Ґамаль Абдель Насер     |
| 35                                                                                      | Махмуд Фавзі محمود فوزى                                      |                | 1900-1981  | 21 жовтня 1970      | 2 вересня 1971                                         | Арабський соціалістичний союз       | Анвар Садат             |
| Голова Виконавчої ради Південного регіону • Об'єднана Арабська Республіка (1958–1961) • |                                                              |                |            |                     |                                                        |                                     |                         |
| 1                                                                                       | Нуреддін Тарраф نور الدين طراف                               |                | 1910-1995  | 7 жовтня 1958       | 20 вересня 1960                                        | Національний союз                   | Ґамаль Абдель Насер     |
| 2                                                                                       | Камаль аль-Дін Хусейн كمال الدين حسين                        |                | 1921-1999  | 20 вересня 1960     | 16 серпня 1961                                         | Національний союз                   | Ґамаль Абдель Насер     |
| • Арабська Республіка Єгипет (1971-наш час) •                                           |                                                              |                |            |                     |                                                        |                                     |                         |
| (35)                                                                                    | Махмуд Фавзі محمود فوزى                                      |                | 1900-1981  | 2 вересня 1971      | 17 січня 1972                                          | Арабський соціалістичний союз       | Анвар Садат             |
| 36                                                                                      | Азіз Сідкі عزيز صدقي                                         |                | 1920-2008  | 17 січня 1972       | 26 березня 1973                                        | Арабський соціалістичний союз       | Анвар Садат             |
| 37                                                                                      | Анвар Садат أنور السادات (1-й термін)                        |                | 1918-1981  | 26 березня 1973     | 25 вересня 1974                                        | Арабський соціалістичний союз       | Анвар Садат             |
| 38                                                                                      | Абдель Азіз Мухаммед Хігазі عبد العزيز محمد حجازي            |                | 1923-2014  | 25 вересня 1974     | 16 квітня 1975                                         | Арабський соціалістичний союз       | Анвар Садат             |
| 39                                                                                      | Мамду Салем ممدوح سالم                                       |                | 1918-1988  | 16 квітня 1975      | 2 жовтня 1978                                          | Арабський соціалістичний союз       | Анвар Садат             |
| 40                                                                                      | Мустафа Халіль مصطفى خليل                                    |                | 1920-2008  | 2 жовтня 1978       | 15 травня 1980                                         | Національно-демократична партія     | Анвар Садат             |
| (37)                                                                                    | Анвар Садат أنور السادات (2-й термін)                        |                | 1918-1981  | 15 травня 1980      | 6 жовтня 1981 (убитий)                                 | Національно-демократична партія     | Анвар Садат             |
| 41                                                                                      | Хосні Мубарак حسنى مبارك                                     |                | 1928- 2020 | 7 жовтня 1981       | 2 січня 1982                                           | Національно-демократична партія     | Хосні Мубарак           |
| 42                                                                                      | Ахмед Фуад Мохіеддін أحمد فؤاد محيي الدين                    |                | 1926-1984  | 2 січня 1982        | 5 червня 1984 (помер від час виконання обов'язків)     | Національно-демократична партія     | Хосні Мубарак           |
| 43                                                                                      | Камаль Хасан Алі كمال حسن علي                                |                | 1921-1993  | 17 липня 1984       | 4 вересня 1985                                         | Національно-демократична партія     | Хосні Мубарак           |
| 44                                                                                      | Алі Лютфі Махмуд على لطفي محمود                              |                | 1935-2018  | 4 вересня 1985      | 9 листопада 1986                                       | Національно-демократична партія     | Хосні Мубарак           |
| 45                                                                                      | Атеф Седкі عاطف محمد نجيب صدقي                               |                | 1930-2005  | 10 листопада 1986   | 4 січня 1996                                           | Національно-демократична партія     | Хосні Мубарак           |
| 46                                                                                      | Камаль Ганзурі كمال الجنزوري (1-й термін)                    |                | 1933-2021  | 4 січня 1996        | 5 жовтня 1999                                          | Національно-демократична партія     | Хосні Мубарак           |
| 47                                                                                      | Атеф Ебейд عاطف محمد عبيد                                    |                | 1932-2014  | 5 жовтня 1999       | 14 липня 2004                                          | Національно-демократична партія     | Хосні Мубарак           |
| 48                                                                                      | Ахмед Назіф أحمد نظيف                                        |                | нар. 1952  | 14 липня 2004       | 29 січня 2011                                          | Національно-демократична партія     | Хосні Мубарак           |
| 49                                                                                      | Ахмед Шафік أحمد محمد شفيق                                   |                | нар. 1941  | 29 січня 2011       | 3 березня 2011                                         | Незалежний                          | Хосні Мубарак           |
| 50                                                                                      | Ессам Шараф عصام عبد العزيز شرف                              |                | нар. 1952  | 3 березня 2011      | 7 грудня 2011                                          | Незалежний                          | Мухаммед Хусейн Тантаві |
| (46)                                                                                    | Камаль Ганзурі كمال الجنزوري (2-й термін)                    |                | 1933-2021  | 7 грудня 2011       | 24 липня 2012                                          | Незалежний                          | Мухаммед Хусейн Тантаві |
| 51                                                                                      | Хішам Канділь هشام قنديل                                     |                | 1962-      | 24 липня 2012       | 8 липня 2013                                           | Незалежний                          | Мухаммед Мурсі          |
| —                                                                                       | Хазем аль-Баблауї حازم الببلاوي в.о.                         |                | нар. 1936  | 9 липня 2013        | 1 березня 2014                                         | Незалежний                          | Адлі Мансур             |
| 52                                                                                      | Ібрагім Махляб إبراهيم محلب                                  |                | нар. 1949  | 1 березня 2014      | 19 вересня 2015                                        | Незалежний                          | Абдель Фаттах Ас-Сісі   |
| 53                                                                                      | Шериф Ісмаїл شريف إسماعيل                                    |                | 1955-2023  | 19 вересня 2015     | 14 червня 2018                                         | Незалежний                          | Абдель Фаттах Ас-Сісі   |
| 54                                                                                      | Мустафа Мадбулі مصطفى مدبولي                                 |                | нар. 1966  | з 14 червня 2018    | Чинний                                                 | Незалежний                          | Абдель Фаттах Ас-Сісі   |